# Lo Pas Nou (Cellers)
Lo Pas Nou és un pas situat a 464 metres d'altitud del terme municipal de Castell de Mur, dins de l'antic terme de Guàrdia de Tremp, al Pallars Jussà, en l'àmbit del poble de Cellers.
Està situat en el mateix barranc del Bosc, en el tram més engorjat d'aquest barranc, a llevant del Pas de l'Arbocera i del Clot de les Arboceres. És a l'extrem nord-oriental de la Serra de les Raconades i al costat de ponent de les Feixes del Barranc del Bosc.